# Atletica leggera ai Giochi della XXV Olimpiade - 400 metri ostacoli maschili

Video delle Semifinali

Video della Finale

I 400 metri ostacoli hanno fatto parte del programma maschile di atletica leggera ai Giochi della XXV Olimpiade. La competizione si è svolta nei giorni 3-6 agosto 1992 allo Stadio del Montjuic di Barcellona.

## Presenze ed assenze dei campioni in carica
| Competizione         | Atleta             | Prestazione | Barcellona 1992 |
| -------------------- | ------------------ | ----------- | --------------- |
| Olimpiadi 1988       | André Phillips     | 47”19       | Rit. 1989       |
| Commonwealth 1990    | Kriss Akabusi      | 48”89       | Presente        |
| Goodwill Games 1990  | Winthrop Graham    | 48”78       | Presente        |
| Europei 1990         | Kriss Akabusi      | 47”92       | Presente        |
| Panamericani 1991    | Eronilde de Araújo | 49”96       | Presente        |
| Mondiali 1991        | Samuel Matete      | 47”64       | Presente        |
|                      |                    |             |                 |
| Mondiali junior 1988 | Kelly Carter       | 49”50       | Assente         |

1. ↑  Sotto la bandiera della Gran Bretagna.

## La gara
È la prima finale olimpica "orfana" di Edwin Moses, dominatore incontrastato della specialità tra anni settanta e anni ottanta.

La prima semifinale è vinta dal britannico Kriss Akabusi in 48"01. Nella seconda Winthrop Graham riesce a prevalere di un centesimo (47"62 a 47"63) sul primo degli americani, Kevin Young, stabilendo il nuovo record giamaicano. Il campione del mondo Samuel Matete viene squalificato per aver abbattuto un ostacolo fuori della sua corsia.

In finale, scatta velocissimo David Patrick, ma Young, che lo controlla dalla quarta corsia, lo affianca e poi lo sopravanza in curva. All'inizio del rettilineo finale è primo e spinge ancora; urta l'ultima barriera ma questo non gli impedisce di scendere sotto il limite dei 47". Nemmeno il re Moses c'era riuscito. Il suo record del mondo (47"02) resisteva da nove anni.

## Risultati

### Turni eliminatori
| 7 Batterie   | 3 agosto | 49 partenti   | Si qualificano i primi 2 + i 2 migliori tempi. |
| 2 Semifinali | 5 agosto | 8 + 8         | Si qualificano i primi 4.                      |
| Finale       | 6 agosto | 8 concorrenti |                                                |

### Finale
| Primatista mondiale   | 47"02 1983       | Edwin Moses | Ritirato 1988 |
| Primatista stagionale | 47"89, 21 giugno | Kevin Young | Presente      |

| Pos | Paese       | Atleta          | Tempo |
| --- | ----------- | --------------- | ----- |
|     | Stati Uniti | Kevin Young     | 46"78 |
|     | Giamaica    | Winthrop Graham | 47"66 |
|     | Regno Unito | Kriss Akabusi   | 47"82 |